# Évariste (roman)
Pour les articles homonymes, voir Évariste.
Évariste est le deuxième livre mais le premier roman de François-Henri Désérable, paru le 2 janvier 2015 aux éditions Gallimard.

## Résumé
Ce livre est une biographie romancée d'Évariste Galois, mathématicien de génie qui mourut en duel à vingt ans. Dans ce roman, François Henri Désérable nous raconte la vie courte mais romanesque du jeune mathématicien. Il raconte son enfance à Bourg-la-Reine, son adolescence tumultueuse de républicain sous Louis-Philippe et sa mort lors du duel. François-Henri Désérable se place en tant que narrateur actif, racontant en vingts chapitre cette biographie romancée. 

## Épigraphe
« On ne sait pas si l’ambition précède et fomente le génie, à force de labeur l’engendre, ou si au contraire le génie déployant par pur miracle ses ailes s’avise après coup de l’ombre qu’elles font, des hommes qui accourent dans ce mirage, et dès lors celui qui est le jouet de cet attribut fantôme et projette cette ombre s’en infatue, veut l’accroître, se damne »

— Rimbaud le fils (1991), Pierre Michon

## Prix littéraires
Considéré comme la révélation de la rentrée 2015, ce roman est sélectionné pour plusieurs prix littéraires, dont le prix France Culture-Télérama, le grand prix RTL-Lire, le prix du Livre Inter. Il remporte finalement le prix des Lecteurs de L'Express/BFM TV, le prix de la biographie, le grand-prix de l'Histoire de Paris et le prix du Jeune Romancier. Il fait en outre partie des vingt meilleurs livres de l'année 2015 selon la revue Lire.

## Éditions
- Éditions Gallimard, coll. « Blanche », 2015  (ISBN 9782070147045).
- Éditions Gallimard, coll. « Folio » no 6170, 2016  (ISBN 9782070793471).

## Éditions et traductions
- Éditions Gallimard, coll. « Blanche », 2015  (ISBN 9782070147045).
- Éditions Gallimard, coll. « Folio » no 6170, 2016  (ISBN 9782070793471).
- Espagnol : Évariste, Cabaret Voltaire, 2017 – trad. Adoration Elvira Rodriguez
- Italien : Évariste, Baldini & Castoldi, 2017 – trad. Angelo Molica Franco
- Grec : Εβαρίστ, Opera, 2023 – trad. Achilleas Kyriakidis